# Chromis atripectoralis
Chromis atripectoralis är en fiskart som beskrevs av Arthur Donovan Welander och Schultz, 1951. Chromis atripectoralis ingår i släktet Chromis och familjen Pomacentridae. Inga underarter finns listade i Catalogue of Life.